# 崔淑伊
崔　淑伊（チェ・スギ、朝: 최 숙이、英: Choi Sug-I　1980年2月17日- ）は韓国の柔道選手。階級は78kg超級。身長172cm。体重95kg。

## 人物
1998年の世界ジュニア78kg超級で2位になった。世界学生では3位だった。1999年の世界選手権では、5位以内に入れば翌年のシドニーオリンピック出場権が得られる78kg超級においては初戦で敗れたものの、無差別では銅メダルを獲得した。2000年のアジア選手権無差別で2位になるが、シドニーオリンピックには金善永との国内代表争いに敗れて出場できなかった。2001年のアジア選手権では78kg超級と無差別の決勝でそれぞれ薪谷翠に敗れて2位だった。東アジア大会では3位だったが、ユニバーシアードの無差別では2位になった。2003年のアジア選手権では2位に入った。2004年のアジア選手権で3位になると、アテネオリンピックでは7位となった。

## 主な戦績
- 1998年 - 世界ジュニア　2位
- 1998年 - 世界学生　3位
- 1999年 - 世界選手権　無差別　3位
- 2000年 - アジア選手権　無差別　2位
- 2001年 - アジア選手権　78kg超級　2位　無差別　2位
- 2001年 - 東アジア大会　3位
- 2001年 - ユニバーシアード　無差別　2位
- 2003年 - アジア選手権　2位
- 2004年 - アジア選手権　3位
- 2004年 - アテネオリンピック　7位
- 2005年 - 福岡国際　3位